# الله‌وردی میرزا فرمانفرمائیان
الله وردی میرزا فرمانفرمائیان پسر عبدالحسین میرزا فرمانفرما بود که در سال ۱۲۸۲ هجری شمسی به دنیا آمد.
وی تحصیلات عالی خود را در کالج رید آغاز کرد و مدرک دکترای خود را از دانشگاه استنفورد اخذ نمود. وی استاد تمام و رئیس دپارتمان زیست‌شناسی دانشگاه راتگرز بود.